# Región de Bono
La Región de Bono es una de las 16 regiones administrativas de Ghana. Es lo que quedó de la Región de Brong-Ahafo cuando se crearon la Región de Bono Oriental y la Región Ahafo. Sunyani, también conocida como la ciudad verde de Ghana, es la capital regional. Se considera como la capital más limpia y un importante destino de conferencias.

## Creación de la región
La región se creó después de que la Región de Ahafo y la Región de Bono Oriental, respectivamente, se separaran de la entonces Región de Brong-Ahafo. Esto fue en cumplimiento de la promesa hecha por el candidato Nana Akufo-Addo durante su campaña para la presidencia de 2016. La implementación de los planes para la creación de esta región está sembrada en el recién creado Ministerio de Reorganización y Desarrollo Regional bajo el liderazgo de Dan Botwe. En efecto, la Región de Brong-Ahafo dejó de existir, al igual que el Consejo Coordinador de la Región de Brong Ahafo (BARCC).
En consecuencia, en el espíritu del artículo 255 de la constitución de 1992 y el artículo 186 de la Ley de Gobernanza Local de 2016, el Consejo de Coordinación Regional de Bono (BRCC) es una entidad nueva y, por lo tanto, reemplaza a la BARCC. Por ello, se hizo necesario inaugurar el BRCC para que pudiera desempeñar sus funciones en consecuencia.

## Divisiones administrativas
Hay doce distritos administrativos dentro de la Región de Bono.
| Nombre         | Capital        | Tipo      |
| -------------- | -------------- | --------- |
| Banda          | Banda Ahenkro  | Ordinario |
| Berekum        | Berekum        | Municipal |
| Berekum Oeste  | Jinijini       | Ordinario |
| Dormaa Central | Dormaa-Ahenkro | Municipal |
| Dormaa Este    | Wamfie         | Ordinario |
| Dormaa Oeste   | Nkrankwanta    | Ordinario |
| Jaman Norte    | Sampa          | Ordinario |
| Jaman Sur      | Drobo          | Municipal |
| Sunyani        | Sunyani        | Municipal |
| Sunyani Oeste  | Odumase        | Ordinario |
| Tain           | Nsawkaw        | Ordinario |
| Wenchi         | Wenchi         | Municipal |

## Vegetación y clima
La topografía de esta zona se caracteriza principalmente por una baja elevación que no supera los 152 metros sobre el nivel del mar. Tiene bosque húmedo semicaducifolio y el suelo es muy fértil. La región produce cultivos comerciales como anacardo, madera, etc. y cultivos alimentarios como maíz, mandioca, plátano, cocoyam, tomates y muchos otros.

## Ubicación y tamaño
La Región de Bono comparte una frontera al norte con la Región de Sabana, limita al oeste con Costa de Marfil, al este con la Región de Bono Oriental y al sur con la Región Ahafo.
Tiene una población de aproximadamente 1 082 520 según el servicio estadístico de Ghana en el censo de 2019.

## Turismo y parques
- El parque nacional Bui, que tiene 1821 kilómetros cuadrados y cubre parte del río Volta Negro, está dotado de varias especies de antílopes y una variedad de aves. También es conocido por su población de hipopótamos. El turista puede realizar un crucero por el río Volta Negro a través del parque nacional.
- La presa de Bui, ubicada en la base de las montañas de Banda, se construyó para mejorar las necesidades energéticas de Ghana.[4]
- El Santuario de Monos Duasidan, ubicado a 10 km al suroeste de Dormaa Ahenkro, alberga una rara raza de monos Mona. El turista es bienvenido por la presencia de estos monos al entrar en su morada similar a un bosque. Los árboles de bambú forman un dosel en medio del bosque, que sirve como terreno de descanso para los visitantes.[4]

## Educación y religión
La región se enorgullece de tener instituciones públicas como la Universidad de Energía y Recursos Naturales, la Universidad Técnica de Sunyani, además de muchas otras instituciones educativas privadas.
La adoración ancestral de Bono y la espiritualidad y el cristianismo es la religión dominante dentro de este dominio.

## Vida social y cultural
Hay varias prácticas culturales y festivales dentro de esta región. Kwafie es celebrado por la gente de Dormaa, Berekum y Nsuatre en noviembre, diciembre o enero, y Munufie por Drobo. Se celebran para limpiar las heces y alimentar los dioses respectivamente. Se culmina con una gran hoguera en el patio del palacio. Se cree que la gente de Dormaa Ahenkro (Aduana) trajo fuego a Ghana, por lo que esta leyenda se recrea simbólicamente. Akwantukese es celebrado por la gente de Suma en marzo.